# Naoko Yamazaki
Naoko Yamazaki (Japans: 山崎 直子, Yamazaki Naoko) (Matsudo, 27 december 1970) is een Japans voormalig ruimtevaarder. Ze is de tweede Japanse vrouw die de ruimte bezocht. In 1999 werd zij geselecteerd als astronaut en in september 2001 voltooide zij haar training. In 2011 verliet zij JAXA en ging zij als astronaut met pensioen.
Yamazaki’s eerste en enige ruimtevlucht was STS-131 met de spaceshuttle Discovery en vond plaats op 5 april 2010. Deze missie bracht de Multi-Purpose Logistics Module Leonardo en een nieuwe Ammonia Tank Assembly (ATA) naar het Internationaal ruimtestation ISS.